# 阿西波維奇區
阿西波維奇區，或译奥西波维奇区，是白俄羅斯的一個區，位於該國東部，屬於莫吉廖夫州的一部分，面積1,947.21平方公里，2009年人口52,447，人口密度每平方公里26.83人。